# Avni Rrustemi

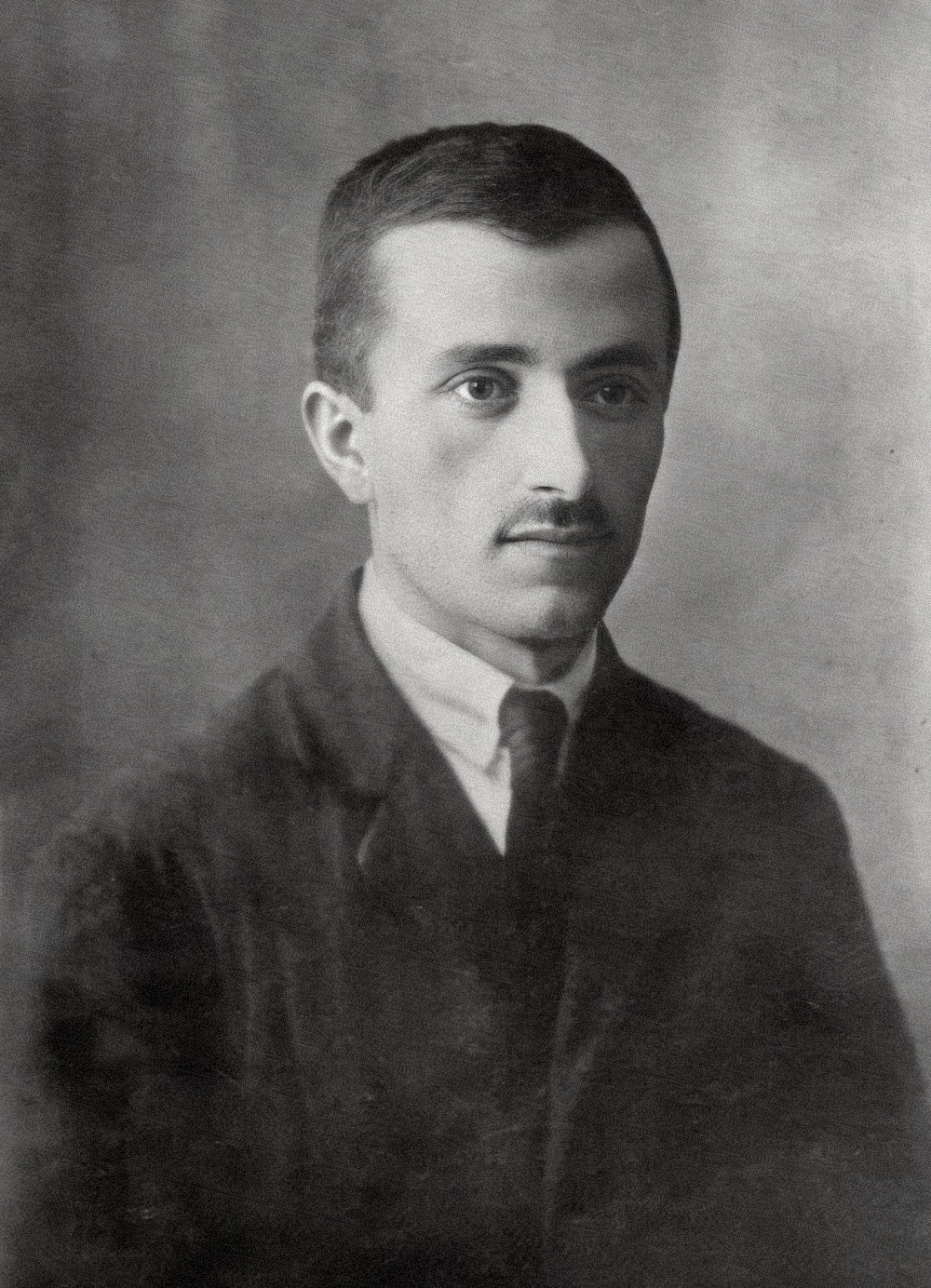
Avni Rrustemi.

Avni Rrustemi, född 1895 i Libohovë i närheten av Gjirokastër i södra Albanien, död (mördad) 22 april 1924 i Tirana, Albanien, var en albansk politiker.
Avni Rrustemi föddes i en familj präglad av patriotiska värderingar, som kom att sätta sina spår i hans politiska aktiviteter. Han grundade och ledde den demokratiska organisationen "Bashkimi" (på svenska: "Enighet") och var ledamot i den demokratiska oppositionen i Albaniens nationalförsamling.
Han slutförde grundskolan i hemlandet och högskola i San Demetrio Corone i södra Italien, en stad befolkad av i huvudsak albaner. Efter utbildningen arbetade han som lärare mellan åren 1910 och 1918.
Rrustemi är också känd som frihetskämpe. Vid ett tillfälle 1908 övergav han skolan för att kriga sida vid sida med Çerçiz Topullit mot osmanerna och misslyckades utföra ett attentat mot den osmanska generalen Shefqet Turgut Pasha. Vid ett senare tillfälle 1914 deltog han i en krigsexpedition mot den grekiska ockupationsarmén.
1918 grundade han den patriotiska organisationen Djalëria e Vlorës (på svenska Vloras ungdom) och organiserade den 28 november en antiimperialistisk demonstration mot den italienska ockupationsmakten som då ockuperade staden Vlora. Våren 1919 grundade han organisationen Lidhjen e Rinisë Shqiptare (på svenska Albanska ungdomsligan) för skydda och försvara albanernas nationella rättigheter.
Den 13 juni 1920 i Paris förövade Rrustemi mordet på Essad Pascha Toptani, men frikändes av en fransk domstol den 2 december 1920.
Han återvände till Albanien i december 1920 och försökte förena och bilda organisationer. En kongress som hölls den 25 april 1921 ledde till bildandet av "Atdheu" (på svenska "Hemlandet") som upplöstes i augusti 1922.
Den 22 april 1924 mördades Rrustemi av den albanska regeringsarmén på anstiftan av premiärminister Ahmet Zogu.